# Incawockia
Incawockia is een geslacht van vlinders uit de familie Urodidae.

## Soorten
- Incawockia castanensis
- Incawockia rubiginosa
- Incawockia samba